# Hyvinkää
Hyvinkää (phát âm tiếng Phần Lan: [ˈhyʋiŋkæː]; tiếng Thụy Điển: Hyvinge) là một thành phố của Phần Lan. Nó nằm ở khu vực Uusimaa, cự ly khoảng 50 km (30 dặm) về phía bắc của thủ đô Helsinki. Thị trấn được thành lập năm 1960. Hyvinkaa thuộc tỉnh Nam Phần Lan. Dân số của Hyvinkaa là 45.518 người (ngày 31 tháng 1 năm 2011).
Đường cao tốc và đường sắt kết nối thành phố, khiến cho thành phố này là một trong những trung tâm đi lại ngoại ô của Đại đô thị Helsinki. Quy hoạch thành phố đã có một sự nhấn mạnh vào các cơ sở giải trí, thừa nhận thực tế là trung tâm thành phố khiêm tốn không thể cạnh tranh với các cửa hàng và cửa hàng của thủ đô.
Một số trong những tòa nhà nổi tiếng ở Hyvinkaa là tòa nhà Giáo hội (1961, Aarno Ruusuvuori) Hyvinkaa và nhà thái ấp của Kytäjä. Bảo tàng đường sắt của Phần Lan là nằm ở Hyvinkaa .
Hyvinkaa cũng là nơi có công ty Konecranes , chuyên sản xuất và dịch vụ cần cẩu và thang máy KONE, công ty lớn thứ ba của thế giới về thang máy, và thang cuốn.